# ETA (canción)
«ETA» es una canción del grupo femenino surcoreano NewJeans, perteneciente a su segundo EP, Get Up (2023). Se lanzó la canción el 21 de julio de 2023 como sencillo para promocionar el EP. «ETA» fue escrita por Beenzino, Gigi e Ylva Dimberg, mientras que la composición estuvo a cargo de 250 y Dimberg. El videoclip, fue una colaboración con Apple, se filmó en Barcelona y se grabó íntegramente con un iPhone 14 Pro.

## Antecedentes y composición
NewJeans presentó por primera vez "ETA" durante su concierto de reunión de fans Bunnies Camp en Seúl el 1 y 2 de julio de 2023. "ETA", que significa "estimated time of arrival (en español: tiempo estimado de llegada)", es una canción de Baltimore club  que utiliza bocinas de aire entrecortadas y tambores, a la vez que consiste en una melodía "suave".

## Vídeo musical
El video musical de «ETA» fue publicado junto con el lanzamiento de Get Up. En colaboración con Apple, el videoclip fue filmado íntegramente con un iPhone 14 Pro y rodado en Barcelona, misma ciudad donde se grabó el video de «Cool with You». El video muestra a NewJeans asistiendo a una fiesta en una piscina, donde descubren que el novio de una amiga le está siendo infiel. Hacia el final del video, el novio y su amante son introducidos en el maletero de un automóvil.

## Recepción
«ETA» fue nombrada una de las mejores canciones de K-pop de 2023 por Business Insider, y una de las mejores canciones de 2023 por Elle . La campaña de Apple y el video musical «ETA» recibieron premios en el One Show, los Spikes Asia Awards y los New York Festivals Advertising Awards. La canción recibió cuatro premios de programas de música, dos veces en M Countdown e Inkigayo .

## Premios
| Programa    | Fecha                    | Ref.   |
| ----------- | ------------------------ | ------ |
| M Countdown | 10 de agosto de 2023     | [ 14 ] |
| M Countdown | 17 de agosto de 2023     | [ 15 ] |
| Inkigayo    | 3 de septiembre de 2023  | [ 16 ] |
| Inkigayo    | 10 de septiembre de 2023 | [ 17 ] |

## Créditos
Créditos por Melon.
- NewJeans – vocalistas
- Beenzino (Miles Parks McCollum) – letrista
- Gigi (Kim Hyun-ji) – letrista
- Ylva Dimberg - letrista, compositora
- 250 (Lee Ho-hyung) – compositor, instrumental, programación

## Listas

### Listas semanales
| Lista (2023)                              | Posición más alta |
| ----------------------------------------- | ----------------- |
| Australia (ARIA)                          | 34                |
| Canadá (Canadian Hot 100)                 | 48                |
| Global 200 (Billboard)                    | 12                |
| Hong Kong (Billboard)                     | 3                 |
| Indonesia (Billboard)                     | 23                |
| Japón (Japan Hot 100) (Billboard)         | 8                 |
| Japón (Oricon Combined Singles)           | 10                |
| Malasia (Billboard)                       | 5                 |
| Malasia Internacional (RIM)               | 4                 |
| Nueva Zelanda (Recorded Music NZ)         | 36                |
| Filipinas (Billboard)                     | 24                |
| Singapur (RIAS)                           | 3                 |
| Corea del Sur (Circle Chart)              | 2                 |
| Taiwán (Billboard)                        | 5                 |
| Reino Unido Indie (UK Indie)              | 44                |
| Estados Unidos (Billboard Hot 100)        | 81                |
| Estados Unidos (World Digital Song Sales) | 5                 |
| Vietnam (Vietnam Hot 100)                 | 11                |

### Listas mensuales
| Lista (2023)           | Posición |
| ---------------------- | -------- |
| Corea del Sur (Circle) | 2        |

### Listas de fin de año
Lista de fin de año de 2023
| Lista (2023)           | Posición |
| ---------------------- | -------- |
| Global 200 (Billboard) | 197      |
| Corea del Sur (Circle) | 24       |

Lista de fin de año de 2024
| Lista (2024)           | Posición |
| ---------------------- | -------- |
| Corea del Sur (Circle) | 34       |

## Certificaciones
| Región               | Certificación | Unidades    |
| Streaming            | Streaming     | Streaming   |
| -------------------- | ------------- | ----------- |
| Japón (RIAJ)         | Platino       | 100,000,000 |
| Corea del Sur (KMCA) | Platino       | 100,000,000 |